# Jalia Manaji
Jalia Manaji fou un petit estat tributari protegit del districte d'Undsarviya, al Kathiawar, província de Gujarat, presidència de Bombai, format per un sol poble amb un únic tributari. La població el 1881 era de 180 persones. Els ingressos estimats eren de 200 lliures amb un tribut de 3,2 lliures al Gaikwar de Baroda.